# Konstantynówka (Stare Wierzchowiska)
Konstantynówka – część wsi Stare Wierzchowiska, w województwie lubelskim, powiecie lubelskim, gminie Bełżyce. Jest to północna część wsi.
W latach 1975–1998 miejscowość należała administracyjnie do województwa lubelskiego.
Wierni Kościoła rzymskokatolickiego należą do parafii Nawrócenia św. Pawła Apostoła w Bełżycach.